# Cuilapa-Barbarena
De Cuilapa-Barbarena is een vulkaanveld in het departement Santa Rosa in Guatemala. De berg ligt ongeveer tien kilometer ten noordwesten van de stad Cuilapa bij Barbarena en is ongeveer 1454 meter hoog.

## Slakkenkegels
Slakkenkegels in het vulkaanveld zijn:
- Cerrito de Barbena - 1300 m
- Cerrito de Santa Elena - 1060 m
- Cerrito el Pino - 1060 m
- Cerrito Gordo - 1300 m
- Cerrito Joya de Limon - 1040 m
- Cerrito la Vega - 1180 m
- Cerrito los Esclavos - 950 m
- Cerro Alto - 1368 m
- Cerro Brasil - 1180 m
- Cerro Cementerito Cerro Redondo - 1080 m
- Cerro Cuilapa Sur - 900 m
- Cerro de Brito - 1270 m
- Cerro de los Bueyes - 1098 m
- Cerro del Cementerito Brito - 1240 m
- Cerro Don Chana - 1259 m
- Cerro el Jocotillo - 1240 m
- Cerro el Junquillo Norte - 1359 m
- Cerro el Junquillo Sur - 1478 m
- Cerro el Porvenir - 1280 m
- Cerro la Providencia - 1241 m
- Cerro las Vinas - 1060 m
- Cerro los Vega - 1412 m
- Cerro Redondo - 1220 m
- Cerro Trapichto - 1260 m
- Volcán Cuilapa - 1080 m